# Lion Leuker
Lion Leuker (* 1995 in München) ist ein deutscher Schauspieler.

## Leben
Lion Leuker, der in seiner Geburtsstadt München aufwuchs, war als Kind Mitglied des Tölzer Knabenchors, wo er seine Gesangsausbildung erhielt. Von 2014 bis 2016 nahm er privaten Gesangsunterricht bei dem Schauspieler und Chansonnier Vladimir Korneev.
Seine Schauspielausbildung absolvierte er von 2016 bis 2020 an der Otto-Falckenberg-Schule in München. Während seines Studiums gastierte er bereits am Staatstheater am Gärtnerplatz und im Pathos München. Außerdem wirkte er unter der Regie von Crescentia Dünßer, Georgette Dee und Frauke Poolmann in mehreren Produktionen der Münchner Kammerspiele mit.
Seit Beginn der Spielzeit 2020/21 ist Leuker festes Ensemblemitglied am Theater Heilbronn. Dort debütierte er Anfang November 2020 als Kasperl in der Kinder- und Jugendtheaterproduktion Der Räuber Hotzenplotz.
Leuker wirkte in mehreren Film- und Fernsehproduktionen mit, wo er u. a. mit den Regisseuren Max Färberböck, Johannes Fabrick, Pia Strietmann und Maurice Hübner drehte.
Er spielte u. a. in der BR-Serie Dahoam is Dahoam (2016), im TV-Film Du bist nicht allein (2018, als Schüler an der Seite von Sophie von Kessel), eine Episodenrolle in der 44. Staffel von SOKO München (2019) und im Münchner  Tatort: Unklare Lage (2020, als junger Journalist Wiesner). In der 2. Staffel der TV-Serie Das Boot (2020) übernahm er eine durchgehende Seriennebenrolle als U-Boot-Navigator und Obersteuermann Emil Richter. In dem im Oktober 2020 erstausgestrahlten „Passau-Krimi“ Freund oder Feind. Ein Krimi aus Passau spielte er den reichen Jura-Studenten und „Gruppenvergewaltiger“ Andreas Allendorf. In Countdown, der 90-minütigen Spielfilmepisode der Kriminalserie SOKO München, mit der die Serie nach rund 43 Sendejahren im Dezember 2020 eingestellt wurde, verkörperte Leuker als einer der Hauptdarsteller eine Doppelrolle als rechtsextremer Attentäter und Geiselnehmer, der Suicide by cop begeht.
Leuker ist Mitglied im Bundesverband Schauspiel (BFFS) und in der Genossenschaft Deutscher Bühnen-Angehöriger (GDBA). Er lebt in München.

## Filmografie (Auswahl)
- 2016: Tatort: Mia san jetz da wo’s weh tut (Fernsehreihe)
- 2016: Dahoam is Dahoam (Fernsehserie, Serienrolle)
- 2018: Du bist nicht allein (Fernsehfilm)
- 2019: SOKO München: Recht und Gerechtigkeit (Fernsehserie, eine Folge)
- 2020: Tatort: Unklare Lage (Fernsehreihe)
- 2020: Das Boot (Fernsehserie, Serienrolle)
- 2020: Freund oder Feind. Ein Krimi aus Passau (Fernsehreihe)
- 2020: SOKO München: Countdown (Fernsehserie, eine Folge)
- 2022: Zurück aufs Eis (Fernsehfilm)
- 2025: Watzmann ermittelt: Die Maske (Fernsehserie, eine Folge)